# Binfield
Binfield – wieś i civil parish w Anglii, w Berkshire, w dystrykcie (unitary authority) Bracknell Forest. W 2011 civil parish liczyła 7880 mieszkańców.